# 9월 (2017년 영화)
9월(September)은 한국에서 제작된 신나리 감독의 2017년 다큐멘터리 영화이다. 이송희 등이 주연으로 출연하였다.

## 출연

### 주연
- 이송희
- 한영미

## 제작진
- 사운드믹싱: 김동환
- 번역: 이실라